# صدای مشتری
صدای مشتری (انگلیسی: Voice of the customer) یا به اختصار VOC واژه‌ای که در کسب و کار است که به فرایند بررسی عمیق نیازمندی‌ها، انتظارات و شکایت‌های مشتریان می‌پردازد. به‌طور مشخص، صدای مشتری یکی از روش‌های مطالعات بازار است که جزئیات نیازها و خواسته‌های مشتریان را شناسایی می‌کند و بر اساس اولویت‌ها و اولویتها سازماندهی می‌کند.